# Carl Brockelmann
Carl Broeckelmann (17 septembre 1868 - 6 mai 1956), ou Carl Brockelmann, est un linguiste allemand, professeur d'université à Berlin et érudit du domaine littéraire. C’est un spécialiste des langues du Moyen-Orient. Il était membre de la Société orientale allemande. Il a notamment eu pour étudiants Bertold Spuler et Max Bravmann.

## Carrière
Carl Brockelmann est le fils d'un négociant de Rostock et le neveu de l'homme politique Ernst Brockelmann. Il passe sa jeunesse dans cette ville. Il poursuit pendant un semestre d'été des études de philologie à Rostock, puis devient boursier à l'université de Breslau avant de suivre les cours de l'orientaliste Theodor Nöldeke à l'université de Strasbourg, où il passe son examen d'État à l'été 1888. Les deux années suivantes il enseigne au lycée protestant de Strasbourg. Il compte parmi ses élèves les fils des riches familles industrielles Adler et Oppenheimer.
En 1893, Brockelmann est Privat-docent de l'université de Breslau. Il est nommé professeur extraordinaire en 1900 à l'université de Berlin et en 1903, professeur ordinaire à l'université de Königsberg. En 1910, il est appelé à l'université de Breslau et en 1922 retourne à l'université de Berlin, puis l'année suivante à Breslau. Il est professeur émérite en 1936. Il passe ses dernières années à Halle et donne encore des cours privés jusqu'à la fin.
Il s'est investi dans la transcription de l'alphabet arabe selon la norme DIN 31635 qui a été reconnue au congrès international des orientalistes de 1936 à Rome.

## Œuvres
- Précis de linguistique sémitique, 1910
- Lexicon syriacum, 2e éd. Halle, 1928
- Geschichte der arabischen Litteratur. Zweite den Supplementbänden angepasste Auflage. Brill, Leyde, 1943. Supplementbände I-III. Brill, Leyde, 1937-1942
- Geschichte der christlichen Literaturen des Orients, 2. Aufl. Leipzig 1909
- Grundriss der vergleichenden Grammatik der semitischen Sprachen, t. 1-2, 1908/1913
- Semitische Sprachwissenschaft, 2. Aufl. 1916
- Syrische Grammatik, Leipzig 1938
- Geschichte der islamischen Völker und Staaten ; trad. fr. Mohand Tazerout, Histoire des peuples islamiques, Payot, Paris, 1949.
- Osttürkische Grammatik der islamischen Literatur-Sprachen Mittelasiens, Leyde, 1954
- Hebräische Syntax. 1956
- Arabische Grammatik. Berlin u.a. 1904, nombreuses rééditions dont celle de Leipzig en 1960.